# Runddysse von Magleby Nor

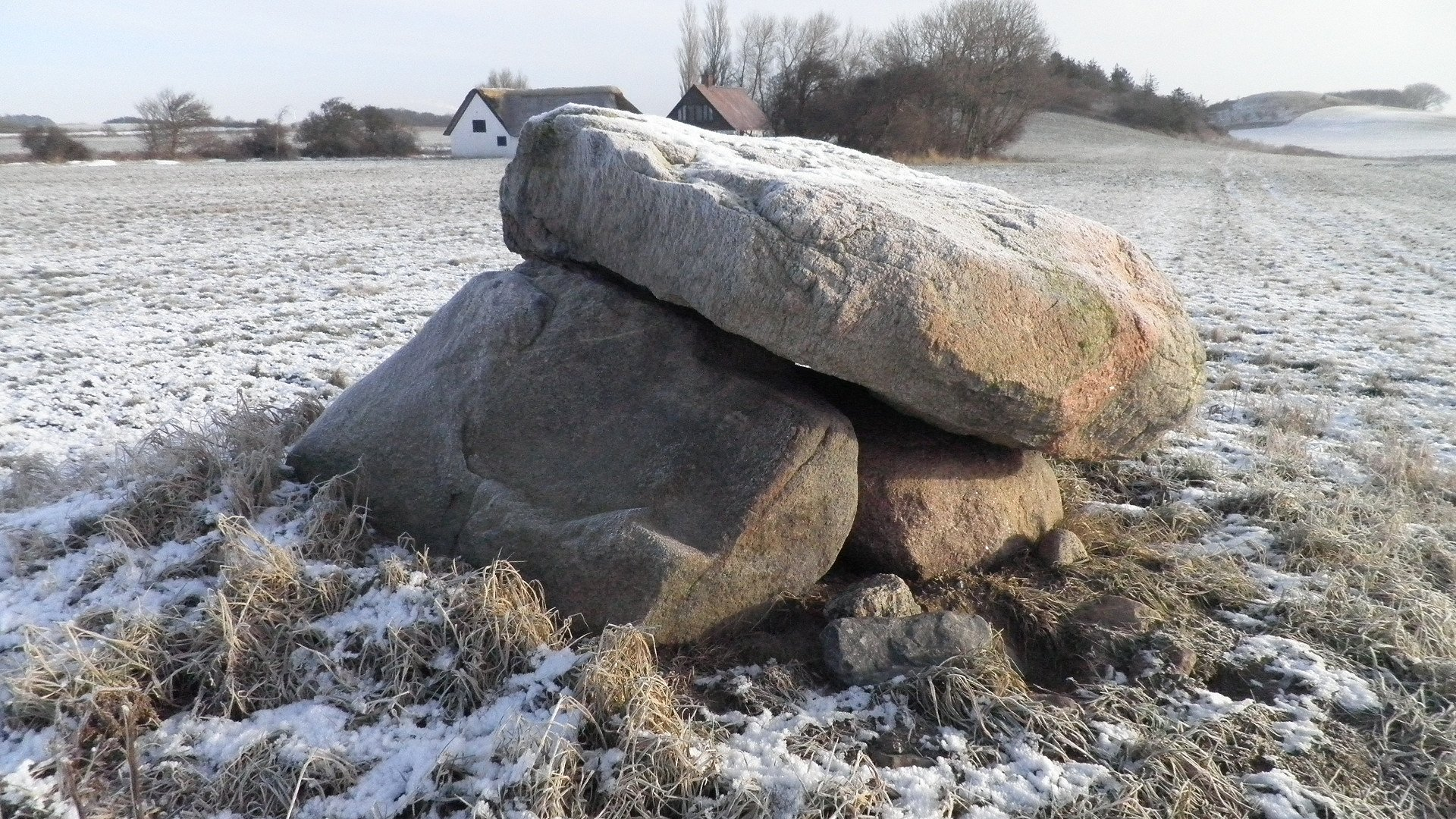
Runddysse von Magleby Nor

Der Runddysse von Magleby Nor (auch Myrebjerg oder Nordenbro genannt)
liegt in Magleby nördlich von Bagenkop auf der dänischen Insel Langeland. Das Großsteingrab entstand im Neolithikum zwischen 3500 und 2800 v. Chr. als Megalithanlage der Trichterbecherkultur (TBK).
Der Runddysse hat als freiliegender Dolmenkammerrest überlebt mit zwei verkippten Tragsteinen und dem schräg aufliegenden Deckstein, mit fünf Schälchen.
In der Nähe liegen der Langdysse von Søndenbro und das Ganggrab vom Myrebjerg.